# エクトル・ファーブル
ルイ・ロック・エクトル・ファーブル（フランス語: Louis-Roch Hector Fabre, 1834年8月9日 - 1910年9月2日）は、カナダの法律家、ジャーナリスト、外交官、上院議員。カナダ初の在フランス代表である。

## 生涯
フランス系カナダ人としてモントリオールに生まれた。ファーブル家はケベック州の名家で、父親エドゥアール＝レイモン・ファーブルは1849年から1951年にかけてモントリオール市長を務めた。また兄のエドゥアール＝シャルルはモントリオール大司教となり、姉のオルタンスは建国の父ジョルジュ＝エティエンヌ・カルティエ（保守党）の妻となった。
ファーブルは1956年にケベック州弁護士会に登録し、いくつもの新聞、雑誌の編集に携わった。1867年には、ケベック・シティで1世紀にわたってフランス語日刊新聞として発行されていた”L'Événement”を創刊した。
ファーブルは1875年2月5日にアレキサンダー・マッケンジー首相（自由党）の推薦で上院議員に任命された。ナショナリスト党員として、彼は1882年7月2日に辞めるまでケベック州ラサール区代表の上院議院を務めた。
1882年初め、ファーブルはフランスでの滞在経験をもとに、ケベック州政府に対して駐仏代表の必要性を提起した。1882年3月、州副総督は枢密院令を裁可し、ケベック州の総代理人（agent general）としてファーブルがパリに派遣されることになった。ファーブルには情報収集や経済分野での役割とともに、州首相に直接報告できる権限が与えられた。その後、ジョン・マクドナルド首相はファーブルを連邦政府の代表とすることにしたため、彼は州と連邦の代表を兼任することになった。こうしてファーブルはカナダが最初に任命した在フランス弁務官として、死去する1910年までパリで過ごすことになった。この地位はカナダ史における最初の外交職のひとつであった。
1886年には聖マイケル・聖ジョージ勲章を受章し、1887年にはレジオンドヌール勲章を受章した。

## 著作
- Esquisse biographique sur Chevalier de Lorimier, 1856
- La St-Jean-Baptiste à Québec, 1865
- Confédération, indépendance, annexion, 1871
- Pourquoi j'ai été battu, 1873
- Chroniques, 1877
- Société des études coloniales et maritimes, 1884

## 雑誌・新聞
- L'Ordre
- Le Canadien
- L'Événement (ケベック州) 創刊者。フランスの同名の”L'Événement”紙とは異なる。
- Paris-Canada　創刊者